# Kamenictví

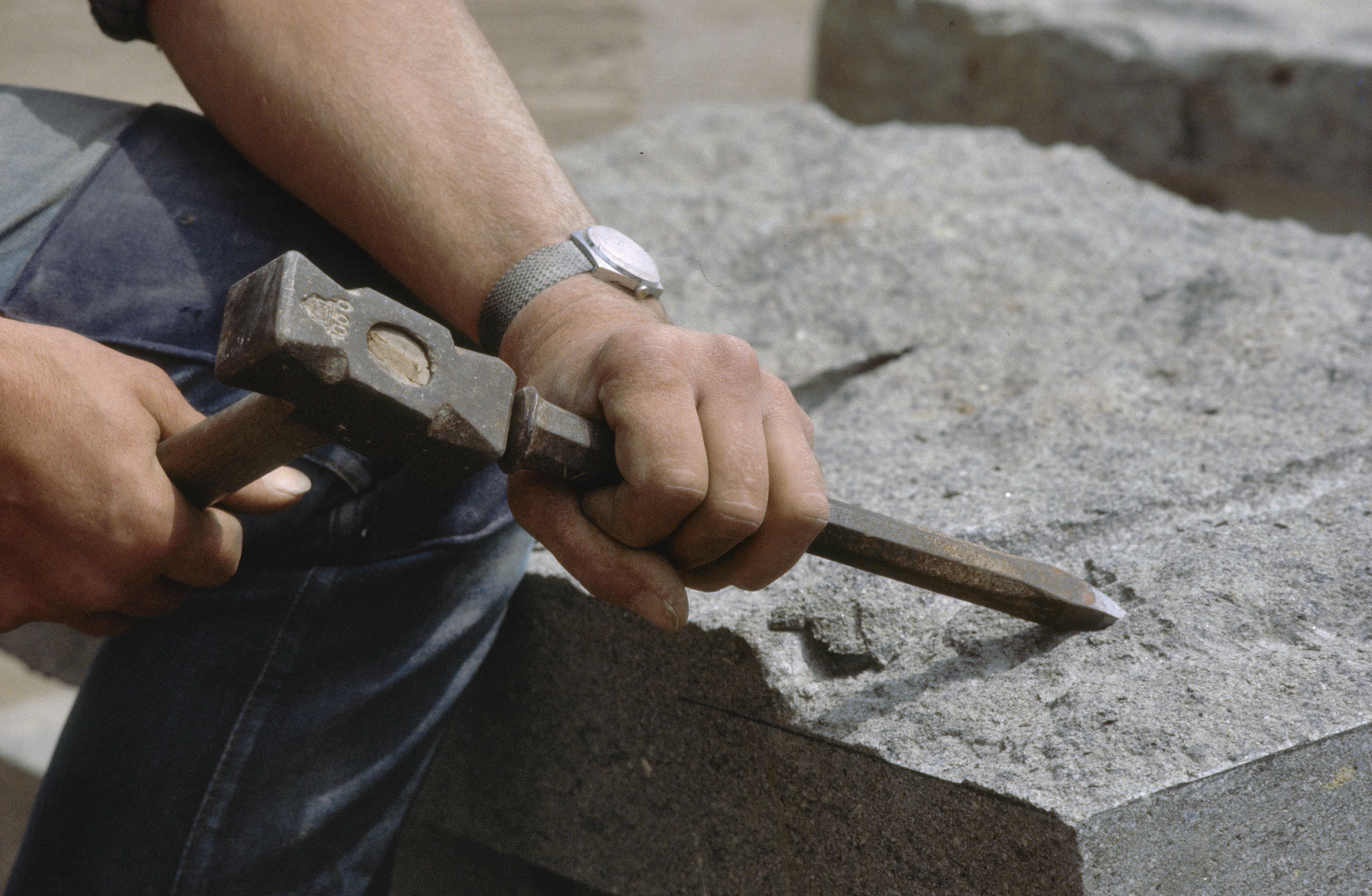
Opracovávání kamene špičákem

Kamenictví je řemeslný obor, jehož náplní je opracování kamene. Řemeslník v oboru kamenictví se nazývá kameník.
Kameník vytváří kamenné práce většinou průmyslovějšího charakteru. Musí zvládat opracování kamenných útvarů, většinou pravidelných, musí ovládat nástroje a jejich používání v  kamenictví. Součástí práce kameníka je též zvládnutí kamenořezu, což je geometrické zobrazení a provedení prostorových tvarů složitějších kamenných prvků stavebních konstrukcí, jako jsou různé části kleneb apod. Speciálním podoborem kamenictví je kamenosochařství.

## Historie
Obor opracování kamene je jedním z nejstarších oborů lidské činnosti. Kameníci a kamenosochaři se ve všech kulturách podíleli na tvorbě staveb, monumentů, soch a dalších artefaktů.
Kámen jako materiál byl použit k výstavbě všech historických staveb. Významná díla oboru zahrnují stavby a města Tádž Mahal, incká architektura (Cuzco), sochy Moai Velikonočním ostrově, egyptské pyramidy, Angkor Vat, Borobudur, Tiwanaku, Tenochtitlán, Persepolis, Parthenón, Stonehenge a středověké katedrály jako například katedrála v Chartres a mnoho dalších.

### Pracovní názvosloví
- Vylomení bloku je možné několika způsoby vrtáním za pomoci vrtacího kladiva a vrtací tyče osazené korunkou. Vrtání děr ve vzdálenosti cca 10 cm ze všech stran. Po odvrtání děr se vloží kuželové klíny s ocelovými plechy a zarazí se do děr až dojde k odlomení bloku. Řezáním lanovou pilou lanem osazeným diabortovými kroužky.
- Plátkování: rozlomení bloku pomocí klínu na pláty rozměrů vhodných pro další zpracování
- Špicování: opracování povrchu tzv. špicí, kde dojde k srovnání plochy na hrubo
- Pemrlování (štokování): opracování plochy pemrlicí (strojní) nebo zubovým dlátem ručně, povrch je jemné struktury
- Lemování: opracování okraje dlátem a vytvoření souvislé jemné řady záseků kolem celého obvodu opracované plochy
- Řezání: dělení vylomeného bloku na katru, nebo velkokotoučovou pilou na desky. Řezání na katru se dělí podle druhu zpracovávaného materiálu na řezání za použití abraziva (ocelový granulát ) , nebo bez abraziva pomocí diabortových destiček osazených na ocelových plátech
- Broušení: probíhá na ručních (tzv. brousící rameno), nebo automatických brousících strojích, kde za pomoci brusných kamenů dojde k úpravě povrchu broušeného kamene do roviny a podle druhu brousícího kamene k opracování plochy od tzv. hrubého broušení až po podlesk.
- Tryskání: (pískování) úprava povrchu kamene za pomoci abraziva a tlakového vzduchu dojde k odstranění měkkých krystalů z plochy a vynikne struktura kamene. Používá se také pro čištění starých a zašlých povrchů (za jiných tlaků vzduchu a jiným abrazivem
- Leštění: probíhá na ručních (tzv. brousící rameno), nebo automatických brousících strojích za pomoci chemikálií a leštících většinou filcových kotoučů vysokým přítlakem je upraven povrch kamene, po předchozích brusných operacích, do vysokého tzv. zrcadlového lesku
- Frézování: probíhá řezání na kotoučových pilách tzv. frézách, kotouči osazenými diabortovými destičkami na rozměry dle požadavku
- Soustružení: výroba papírenských, potravinářských válců a rotačních předmětů. Probíhá na soustruzích s dlouhou točnou délkou až 8 metrů. Papírenské válce se vyrábějí ze žuly, která se ručně obrobí štokováním do tvaru válce. Následně se vyvrtá otvor pro uchycení hřídele a hřídel se uloží do kamene. Na soustruhu se broušením a leštěním docílí požadované přesnosti opracování jak na délkové tak na průměru, požadavek je do 0,005 mm. stejný postup je u potravinářských válců. U rotačních předmětů se kus ručně upraví tak, aby umožnil upevnění do soustruhu a vysoustruží se požadovaný tvar a rozměr.

## Výskyt suroviny vhodné ke kamenickému zpracování
V České republice se lze setkat s následujícími druhy kamene vhodného pro zpracování na kamenické výrobky.
Jsou to granit, granodiorit, syenit, diorit, gabro, andezit, trachyt, ryolit, pískovce, opuka, mramor, travertin, serpentinit apod.
- Nejznámější lomy na žulu: Požáry, Hraničná, Blatná, Mrákotín, Lipnice, Hlinsko, Černá Voda, Žulová.
- Syenity: Šluknovsko a Jesenicko.
- Pískovce: Bzová u Bojkovic okr. Uherské Hradiště-nejkvalitnější pískovec v ČR, šedomodré a okrové barvy (schopný leštění), božanovský pískovec v současné době nejvíce vyhledávaný pro své vlastnosti, libnavský pískovec, Hořice, Řeka u Třince (zelený pískovec, který je schopný leštění), Bzová u Bojkovic okr. Uherské Hradiště-nejkvalitnější pískovec v ČR, šedomodré a okrové barvy (schopný leštění)
- Mramor: Zbuzany, Horní Lipová, Supíkovice, Nehodivy a další
- Travertiny: okolí Přerova a Hranic na Moravě
- Serpentinity: okolí Mariánských lázní a na Petrově u Žulové
- Břidlice: nedaleko Opavy v Nových Těchanovicích a okolí Železného Brodu.

### Kde se lze s opracovaným kamenem setkat
- Žuly: Budova ministerstva zemědělství – její přízemí je obloženo požárskou žulou, římsa mrákotínskou žulou a obklad nad ní je ze světlé slezské žuly. Budova ČNB je obložena z nečinské žuly, přízemí střední rizalit z paštické žuly. Nádvoří pražského hradu zde stojí obelisk z mrákotínské žuly a podstavec z liberecké žuly.
- Syenity: například pilíře pavilonu stanice metra Malostranská, nástupiště stanice metra I. P. Pavlova
- Trachyty: zídky na kolonádě v Mariánských lázních
- Pískovce: budova Národního muzea, budova ministerstva průmyslu a obchodu s obloženým průčelím, sochy na Karlově mostě, morový sloup se sousoším sv. Trojice na náměstí v Olomouci